# Morice Lipsi
Pour les articles homonymes, voir Lipsi.
 (juin 2019).
Si vous disposez d'ouvrages ou d'articles de référence ou si vous connaissez des sites web de qualité traitant du thème abordé ici, merci de compléter l'article en donnant les références utiles à sa vérifiabilité et en les liant à la section « Notes et références ».
Morice Lipsi (né Israel Moszek Lipchytz le 29 avril 1898 à Pabianice, alors en royaume du Congrès, Empire russe ; mort le 7 juin 1986 à Küsnacht-Goldbach, Suisse) était un sculpteur français d'origine polonaise. Durant la période suivant la Seconde Guerre mondiale il fut l'un des plus importants créateurs de sculptures abstraites et monumentales en pierre.

## Biographie
En 1912, Morice Lipsi, à 14 ans, quitte sa patrie polonaise pour rejoindre son frère à Paris. Il s'installe à la cité d'artistes La Ruche, côtoyant beaucoup d'artistes internationaux – Marc Chagall, Chaim Soutine, Amedeo Modigliani, Ossip Zadkine et Guillaume Apollinaire. En 1927 il fait la rencontre à Paris de Hildegard Weber (1901-2000), peintre suisse ; ils se marient trois ans plus tard. En 1933 Lipsi devient citoyen français et s'installe à Chevilly-Larue près de Paris. En 1942 ses origines juives l'incitent à se réfugier en Suisse. Après la guerre il retourne à Chevilly-Larue, son principal domicile et lieu de travail durant les prochaines décennies. En 1983 ses mérites lui valent d'être décoré Commandeur de l'ordre des Arts et des Lettres. En 1984, le président François Mitterrand le nomme chevalier de l'ordre national de la Légion d'honneur. En 1982 il s'installe à Küsnacht-Goldbach près de Zurich, où il meurt en 1986.

## Évolution artistique

### Jeunesse et l'entre-deux-guerres
Dès l'enfance, Lipsi montre un grand talent pour le dessin. À partir de 1912 son frère Samul Lypchytz (1875-1942), de beaucoup son aîné, lui apprend le métier de sculpteur sur ivoire. Dès 1916 il étudie brièvement à l'Ecole des Beaux-Arts, Paris, ses professeurs étant Jules Coutan, Antonin Mercié et Jean-Antoine Injalbert. Après cela, Lipsi travaille la sculpture en autodidacte, développant son propre style. Le succès vient lentement. En 1922 il expose pour la première fois en solo ses sculptures sur ivoire à la Galerie Hébrard à Paris.  D'autres expositions à Paris suivent bientôt, à la Galerie d'art contemporain (1927) et la Galerie Druet (1935). En 1930 il expose pour la première fois à l'étranger, au Zürcher Kunstsalon du Dr. Störi. En 1931 il prend part à l'exposition internationale de sculpture au Kunsthaus de Zurich. Pour l'Exposition universelle de 1937 à Paris Lipsi est chargé de créer un pignon en relief au-dessus du portail d'entrée Pont Alexandre III, et un relief dans le Pavillon du club des architectes.
Durant cette première période, il crée des statues rappelant Auguste Rodin et des travaux proches de l'art déco. Malgré ses relations amicales avec Ossip Zadkine et Henri Laurens et ses contacts avec d'autres avantgardistes comme Alberto Giacometti, Constantin Brancusi et Fernand Léger, ses sculptures n'ont encore rien d'abstrait. Il fait régulièrement des visites d'étude à la cathédrale de Chartres, parfois avec Henri Laurens. A côté des sculptures sur ivoire, il sculpte aussi le bois, le ciment, le plâtre, la pierre calcaire, la terre cuite et le bronze. Durant les premières années de la guerre Lipsi gagne sa vie en Charente grâce à des commandes régionales. Ce sont surtout des motifs religieux, interprétés dans un style antiquisant et strictement figuratif. En 1945 on trouve Lipsi à la Kunsthalle Bern en compagnie de Marino Marini, Germaine Richier, et Fritz Wotruba.

### La période suivant la Seconde Guerre mondiale
Peu de temps après la guerre, l'œuvre de Lipsi se tourne vers l'abstraction. Il crée des sculptures en pierre de plus en plus abstraites par le procédé de taille directe, c'est-à-dire en taillant directement dans la pierre, uniquement à la main. Dès 1955 c'est le travail dans la pierre de lave qui l'intéresse particulièrement. Le format de ses nouvelles oeuvres évolue vers le monumental. Ces oeuvres attirent un public tout à fait nouveau et l'attention internationale. D'innombrables expositions dans des galeries et des musées d'art s'ensuivent.
En 1959, Lipsi participe à la documenta 2 à Cassel et la célèbre galerie parisienne Denise René lui dédie une exposition. Au cours des années 1963, 1964 et 1976, Lipsi prend part à des symposiums internationaux de sculpture au Japon, en Slovénie (alors encore en Yougoslavie) et en France (présidence). Les œuvres Océanique I  et Ouverture dans l'espace (douze mètres de haut) marquent l'apogée de cette période, exposées en plein air aux jeux olympiques de Tokyo (1964) et Grenoble (1968) – respectivement devant le stade olympique de Tokyo et à une entrée nord de Grenoble où elle est toujours installée (au bord de la route nationale 481, une des principales routes d'accès à la ville).
Durant les années suivantes Lipsi est l'un des créateurs plastiques de l'espace public les plus recherchés, accumulant des commandes publiques à travers la France, celle d'un cadeau d'État de la France à l'Islande, et des achats de l'Allemagne et d'Israël. Il est l'un des principaux représentants de la grande sculpture en pierre de la fin de l'après-guerre À partir de 1979, pour raisons de santé, il travaille surtout le dessin. Depuis sa mort, des œuvres de Lipsi continuent à faire l'objet d'expositions dans des galeries et des musées.

## Œuvres dans les musées
La collection Lipsi (Sammlung Lipsi) à Hadlikon-Hinwil près de Zurich offre la meilleure vue d'ensemble du parcours créateur et des œuvres de Lipsi. D'importants musées dans divers pays possèdent des oeuvres de l'artiste:
- Anvers, Middelheimmuseum
- Bielefeld, Kunsthalle
- Musée de Grenoble
- Francfort: Museum für Moderne Kunst
- Jérusalem: Musée d'Israël
- Kunsthalle de Mannheim
- Mexiko City: Musée de la ville de Mexico
- Paris, Centre Pompidou
- Vienne: Museum Moderner Kunst Stiftung Ludwig

## Œuvres dans l'espace public
On peut voir plusieurs créations de Lipsi dans l'espace public.

### En France
- Paris, Parc Montsouris: Groupe de deux femmes, 1939
- Eglise de Brillac (Charente):  La vierge à l'enfant, 1941
- Abzac (Charente), Place Morice Lipsi: Le berger et ses moutons, 1941
- Eglise d'Adriers (Vienne): L'ange musicien, 1941
- Chevilly-Larue (Val de Marne), Maison de la Culture: Dominante incise, 1957-58
- Port-Barcarès (Pyrénées-Orientales), Musée du sable: Atlantique, 1961
- Ladiville (Charente): Saint Christophe, 1961-62
- Nevers (Nièvre), église Sainte-Bernadette-Banlay: fonts baptismaux, deux autels, tabernacle, 1966
- Grenoble (Isère), N481: Colonne olympique : ouverture dans l'espace, 1967[4]
- Grenoble (Isère), locaux de l'Institut d'études politiques de Grenoble: L'Adret, 1967
- Marly-Frescaty (Moselle), Collège Jean-Mermoz: La percée-regard vers le haut, 1970-71
- Chalon-sur-Saône (Saône et Loire), Maison de la Culture: Sur pivot III, 1971
- Lannion (Côtes-d'Armor), Lycée national: Dialogue de la tangente et de la verticale, 1971-72
- Plan de Canjuers (Var), camp militaire: Canjuers haut dans le ciel, 1974-75
- Rostrenen (Côtes-d'Armor), Collège d'E.T.: Sculpture spatiale, 1974-75
- Vitry-sur-Seine (Val de Marne), zone piétonne: sculpture de fontaine, 1975
- Clouange-Vitry (Moselle), C.E.S.: Clouange-Vitry, 1975
- Montélimar (Drôme), Lycée d'E.T. (ch des Catalins): Montélimar, haut dans le ciel, 1976
- Grenoble (Isère), parc du musée de Grenoble: La grande vague, 1978
- Chevilly-Larue (Val de Marne), rond-point Av. Ch. de Gaulle: Hieros, 2010 (moulage en bronze de l'original de 1963)

### Au-delà de la France

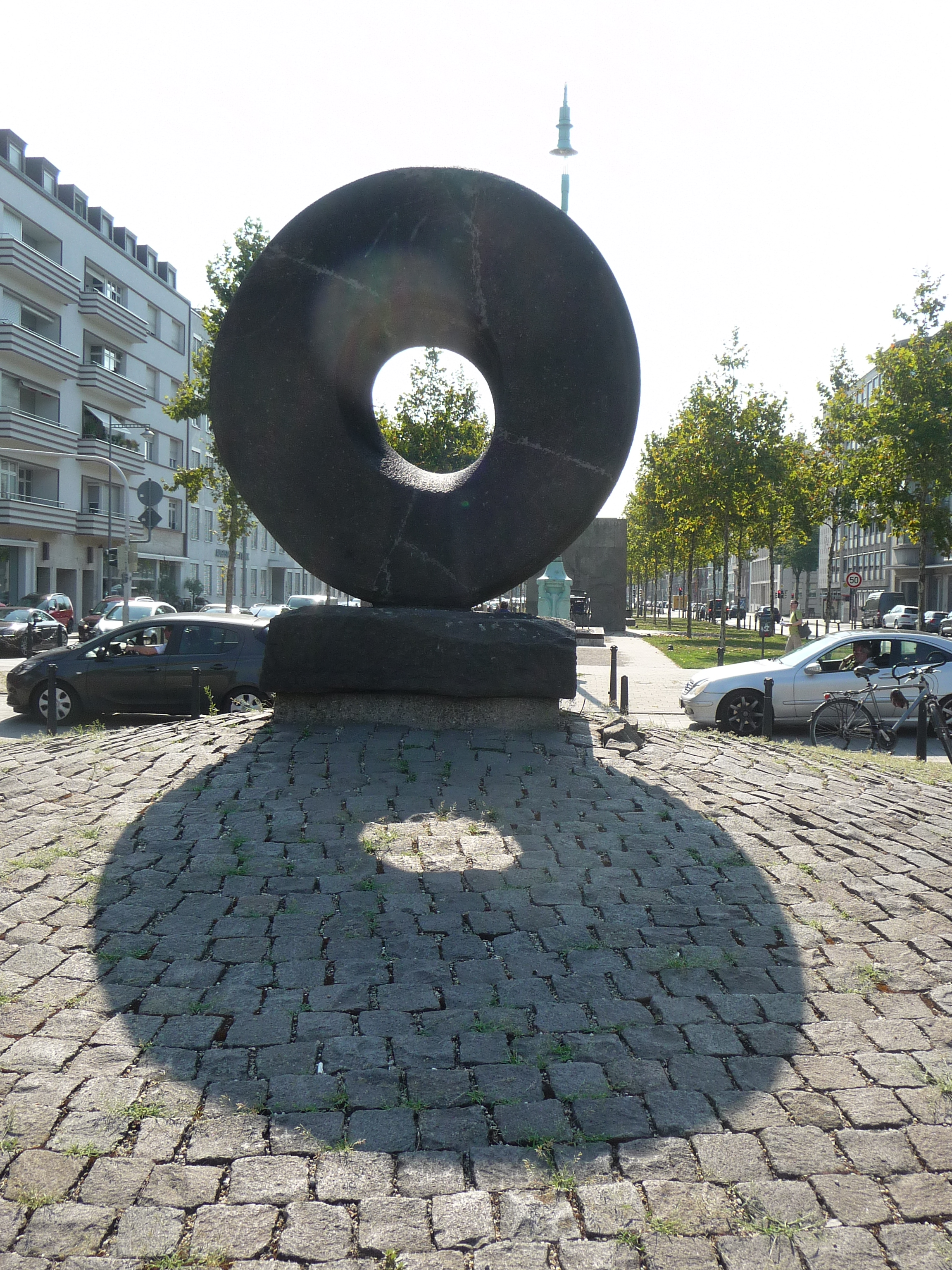
Das Rad (1964) situé Ludwigsplatz à Mannheim.

- Mannheim (Allemagne), Friedrichsplatz près du château d'eau: Das Rad, 1960
- Tokyo (Japon): stade olympique: Océanique II, 1963
- Vyšné Ružbachy (Slovaquie): Au Tatra, 1966
- Tel Aviv (Israël), Bd.Ben Gurion: La Kabbalistique, 1966
- Querceta-Lucca (Italie), Musée en plein air: Rencontre dans l'espace, 1969
- Reykjavik (Islande), Place de France:  Complexe en élévation II, 1969